# Lech Włodarski
Lech Włodarski (ur. 21 maja 1916 w Łodzi, zm. 19 czerwca 1997 tamże) – polski matematyk, profesor, żołnierz Armii Krajowej.

## Życiorys
W 1933 ukończył Gimnazjum w Poznaniu. Następnie podjął studia na Uniwersytecie Poznańskim, które ukończył w roku 1938. W czasie okupacji był instruktorem w konspiracyjnej szkole podchorążych w dywizjonie „Młot”. Był członkiem Armii Krajowej i brał udział w powstaniu warszawskim.
Od roku 1945 do emerytury w 1981 pracował na Uniwersytecie Łódzkim, gdzie w latach 1957–1970 pełnił funkcję kierownika Katedry Analizy Matematycznej. W latach 1945–1958 pracował również na Politechnice Łódzkiej, gdzie od 1954 roku kierował Zakładem Matematyki Ogólnej na Wydziale Chemicznym. Był także pracownikiem Instytutu Matematycznego PAN. W 1954 roku napisał rozprawę doktorską pod tytułem „Ciągłe metody limesowalności”. W latach 1953–1956 pracował na stanowisku zastępcy profesora, a od 1956 roku na stanowisku docenta. W 1963 roku uzyskał tytuł profesora. Wypromował 14 doktorów.
Był członkiem Polskiego Towarzystwa Matematycznego. Głównym obszarem jego zainteresowań była analiza funkcjonalna i jej zastosowania do teorii sumowalności. Wraz z Włodzimierzem Krysickim był współautorem popularnego podręcznika akademickiego do analizy matematycznej – „Analiza matematyczna w zadaniach”.